# DR Symfoniorkestret
DR Symfoniorkestret (tidl. Radiosymfoniorkestret) (engelsk: Danish National Symphony Orchestra) er et af verdens ældste radiosymfoniorkestre og det ældste af Danmarks Radios ensembler.
Det debuterede ved en studiekoncert 28. oktober 1925 med 11 musikere. I de følgende år blev orkestret udvidet i flere omgange, og i 1931 nåede det op på 58 fastansatte musikere, tilstrækkeligt til de daglige udsendelser fra studiet. Ved torsdagskoncerterne med det store symfoniske repertoire blev orkestret udvidet med faste assistenter. Allerede sidst i 20'erne var det ved flere lejligheder udvidet yderligere.
I 1927 spillede det sin første offentlige koncert, og fra 1928 blev de regelmæssige. I 1933 fik de navnet Torsdagskoncerter. Efterhånden blev det dirigenterne Nicolai Malko og Fritz Busch, der prægede torsdagskoncerterne og dermed Radiosymfoniorkestret. Efter mange års planmæssigt forarbejde med orkesterformanden, solooboist Waldemar Wolsing, i spidsen, blev orkestret i 1948 udvidet til 92 musikere og dermed Skandinaviens største symfoniorkester. Orkestret blev udvidet til dagens besætning med 106 (2017) musikere på foranledning af chefdirigenten Lamberto Gardelli med Hans Jørgen Jensen som programdirektør for DR og efter Underholdningsorkestrets nedlæggelse.
I 2008 skiftede orkestret navn til DR SymfoniOrkestret.
I februar 2011 blev det annonceret, at den spanske dirigent Rafael Frühbeck de Burgos overtager positionen som chefdirigent efter Thomas Dausgaard fra efteråret 2012.
I 2017 blev den nye chefdirigent den Grammy-vindende Fabio Luisi.

## Orkestrets chefdirigenter og kapelmestre
Chefdirigenter:
- Herbert Blomstedt 1967-1977
- I tidsrummet 1977 - 1986 var orkestret uden chefdirigent
- Lamberto Gardelli 1986-1988
- Leif Segerstam 1988-1995
- Ulf Schirmer 1995-1998
- Gerd Albrecht 1999-2004
- Thomas Dausgaard 2004-2012
- Rafael Frühbeck de Burgos 2012-2014
- Fabio Luisi (2017-)

Kapelmestre:
- Launy Grøndahl 1925-1956
- Emil Reesen 1927-1936
- Erik Tuxen 1936-1957
- Thomas Jensen 1957-1963

## Kontroverser
Ifølge BT har DR betalt honorar til dirigent Lawrence Foster for to nytårskoncerter i 2015, på trods af at han ikke dirigerede dem. Underdirektør i DR Kultur Julie Vig Albertsen har ikke til BT villet sige hvad DR har betalt til dirigent Lawrence Foster for disse to koncerter. Det er dog blevet vurderet, at Lawrence Foster angiveligt kan have kostet 60.000 kr. pr. koncert i honorar. Statsautoriseret revisor og tidligere formand for organisationen Transparency International Knut Gotfredsen kritiserer sagen som ufornuftig brug af licensmidler. Efter sagen har medieordførere hos Venstre og Dansk Folkeparti efterspurgt større åbenhed hos DR, og anført dette til inddragelse i kommende medieforhandlinger.